# Winterkartoffelknödel
Winterkartoffelknödel ist ein deutscher Kriminalfilm aus dem Jahr 2014. Die Literaturverfilmung basiert auf dem gleichnamigen Roman von Rita Falk aus der Eberhoferkrimi-Reihe. Der Film des Regisseurs Ed Herzog hatte am 7. Oktober 2014 im Filmtheater Sendlinger Tor in München Premiere und kam am 16. Oktober 2014 in die deutschen Kinos.

## Handlung
In Niederkaltenkirchen kommt es zu mehreren bizarren Todesfällen in der Familie Neuhofer. Provinzpolizist Franz Eberhofer und sein Freund, der Privatdetektiv Rudi Birkenberger, ermitteln. Nachdem bereits der Vater der Neuhofers durch einen Stromschlag ums Leben gekommen ist, wird einer der Söhne von einem Container zerquetscht. Kurz darauf findet man auch die depressive Mutter der Familie aufgehängt an einem Baum im Wald. Während Eberhofers Vorgesetzter Moratschek jeweils von einem Unfall ausgeht, wird Eberhofer misstrauisch. Hinzu kommt, dass Hans, der einzige überlebende Sohn der Familie Neuhofer, sein Elternhaus nebst Grundbesitz verkauft und sich einen Ford Mustang zulegt, der jedoch bei einer Verfolgungsjagd mit dem Polizeibeamten zerstört wird.
Während die Tankstellenfirma OTM für das Grundstück der Neuhofers 500.000 € gezahlt hat, hat Hans Neuhofer gerade einmal 50.000 € erhalten. Der Kauf wurde von der Immobilienfirma ImmoNovum aus München abgewickelt.
Mercedes Dechampes-Sonnleitner, die neu nach Niederkaltenkirchen gezogen ist, verdreht den Männern des Dorfes den Kopf. So auch Eberhofer, der eine Affäre mit ihr beginnt. Als sie in einen tödlichen Unfall mit Hans verwickelt ist, der am folgenden Morgen eine Aussage machen wollte, beginnt Birkenberger über die ImmoNovum zu recherchieren. Es stellt sich heraus, dass Mercedes eigentlich Alexandra Kleindienst heißt und mit dem Architekten, der die Sanierung des Hauses leiten sollte und eigentlich ein Snowfrost-Fahrer (eine Parodie auf Bofrost) ist, zu ImmoNovum gehört. Die Firma ist inzwischen nach Teneriffa umgezogen, wohin Rudi Birkenberger mit seiner Freundin in einen Romantikurlaub fliegen wollte. Da seine Freundin ihn jedoch kurzfristig verlassen hat, fliegt er mit dem Polizisten Eberhofer dorthin, der sich aber nur widerwillig auf diese Reise begibt.
Als Eberhofer Alexandra Kleindienst im Büro der ImmoNovum antrifft, lässt sie ihn wissen, dass sie in einer verlassenen Kirche ein Geständnis ablegen möchte. Dort angekommen, trifft er auf Klaus Mendel, den Snowfrost-Verkäufer, welcher ihn mit einer Pistole bedroht und ihm erzählt, dass er als Verkaufsfahrer erfahren habe, dass die OTM viel Geld für das Grundstück der Neuhofers geboten habe, Vater Neuhofer jedoch nicht habe verkaufen wollen. Beim Einbau eines Elektroherdes habe er ihn daraufhin durch einen Stromschlag getötet. Da seine Hinterbliebenen aber noch weniger hätten verkaufen wollen, habe er diese ebenfalls nacheinander umgebracht. Zusammen mit seiner Komplizin habe er so beim Verkauf des Hauses 450.000 € hinterziehen können. Dann habe Hans Neuhofer jedoch Verdacht geschöpft, weshalb man sich seiner ebenfalls entledigt habe.
Nach ihrem Geständnis fesseln Mendel und Kleindienst Eberhofer und wollen fliehen, werden jedoch von der von Rudi Birkenberger verständigten Polizei festgenommen. Der Detektiv hat das vollständige Geständnis auf seinem Camcorder festgehalten, auf dem Diktiergerät von Eberhofer hingegen ist nur ein Rauschen zu vernehmen. Dennoch werden beide von Moratschek für ihre Aufklärung des Falls gelobt und in diversen Zeitungen erwähnt.

## Titel
Im Film wird der Titel nicht erklärt, lediglich zweimal auf ihn Bezug genommen. Oma Eberhofer äußert sich besorgt über ihren Enkel Franz: „Omeiomei Franzl, du bist ja so blass wie ein Winterkartoffelknödel!“, später wird sie von Rudi Birkenberger gelobt: „Frau Eberhofer, Ihre Winterkartoffelknödel sind Balsam für die Seele!“

## Hintergrund
Der Film wurde vom 25. Februar 2014 bis zum 4. April 2014 in Frontenhausen, im niederbayerischen Landkreis Dingolfing-Landau sowie in München und Umgebung und auf Teneriffa gedreht. Bei dem Ort auf Teneriffa handelt es sich um die „Geisterstadt“ bei Abades, eine 1944 errichtete, aber nie fertiggestellte Leprastation.
Enzi Fuchs ersetzte Ilse Neubauer in ihrer Rolle der Oma Eberhofer, sie bleibt in den darauffolgenden Filmen Teil der Besetzung.
In der Romanreihe ist Winterkartoffelknödel Eberhofers erster Fall, während die Verfilmung auf Dampfnudelblues folgt und somit den zweiten Teil der Filmreihe darstellt.

## Kritik
„Herzogs Humor ist nichts für Zartbesaitete, das Drehbuch entbehrt jeglicher literarischen Raffinesse. Filmkünstlerisch vermag am ehesten der orgiastische Tabledance des bestrapsten Flötzingers zu überzeugen.“

„‚Winterkartoffelknödel‘ ist die bessere der bisherigen zwei Verfilmungen – noch besser, muss man eigentlich sagen. Herzog gelingt eine nahezu perfekte Verfilmung eines Provinz-Krimis und fängt die Atomsphäre [sic!] der Falk-Bücher perfekt ein.“

„Allerdings macht Regisseur Ed Herzog diesmal den Fehler, den er beim Vorläuferfilm ‚Dampfnudelblues‘ so klug vermieden hat. Er verkauft Klamauk so lange als Humor, bis man am Ende glaubt, was die Regionalkomödie eigentlich widerlegen sollte: dass Bayern eben Deppen sind.“

„Der routiniert mit Versatzstücken des Subgenres jonglierende Film verharrt eher im Modus des Schwanks und stützt sich auf seine kongenialen Hauptdarsteller, während sich die satirisch-makabre Atmosphäre der Romanvorlage nur in Momenten überträgt.“

„Mords-Gaudi … Figuren mit Sucht-Faktor … Deftige Pointen … Fazit: Ein herrlich schwarzhumoriger Krimi-Spaß voller bayerischer Originale, die auch den Originalton drauf haben.“